# Municipio de Tectitán
Municipio de Tectitán är en kommun i Guatemala.   Den ligger i departementet Departamento de Huehuetenango, i den västra delen av landet, 180 km väster om huvudstaden Guatemala City.